# Eisenbahnunfall von Trzciana
Der Eisenbahnunfall von Trzciana am 14. Januar 1918 war der Frontalzusammenstoß zweier Schnellzüge im Bahnhof Trzciana, bei dem 16 Menschen starben.

## Ausgangslage
Die beiden Schnellzüge Nr. 9 und 10 verkehrten in entgegengesetzter Richtung auf der Bahnstrecke Krakau–Rzeszów–Lemberg (heute: Lviv / Lwow). Beide Züge hatten Verspätung.
Im Bahnhof Trzciana standen vier Gleise zur Verfügung, von denen zwei mit Güterzügen belegt waren, davon auch eines der Durchgangsgleise.

## Unfallhergang
Der Fahrdienstleiter entschied sich, nachdem ihm der Zug Nr. 10 gemeldet worden war, die bereits erteilte Einfahrgenehmigung in den Bahnhof für den Zug Nr. 9 wieder zurückzunehmen und erst den Zug Nr. 10 einfahren zu lassen. Die Rücknahme der Einfahrgenehmigung geschah allerdings sehr spät. Zug Nr. 9 befand sich schon unmittelbar vor dem „Fahrt frei“ zeigenden Einfahrsignal, als es auf „Halt“ fiel. Der Lokomotivführer bremste sofort, überfuhr das Signal um fast 400 Meter, kam aber ca. 140 Meter vor dem Empfangsgebäude zum Stehen. Lokomotivführer und Heizer begaben sich zu Fuß zum Fahrdienstleiter, um die Sachlage zu erkunden. Von der anderen Richtung fuhr der Zug Nr. 10 mit knapp 60 km/h in das gleiche Gleis. Als dessen Lokomotivführer das Spitzensignal der Lokomotive des Zuges Nr. 9 vor sich sah, bremste er sofort. Der Bremsweg war aber nicht mehr ausreichend lang, um die Kollision noch zu verhindern. Beide Lokomotiven und die ersten Wagen beider Züge entgleisten.

## Folgen
16 Menschen starben, 88 wurden darüber hinaus verletzt.